# Kustom Amplification
 (juillet 2017).
Si vous disposez d'ouvrages ou d'articles de référence ou si vous connaissez des sites web de qualité traitant du thème abordé ici, merci de compléter l'article en donnant les références utiles à sa vérifiabilité et en les liant à la section « Notes et références ».
L'entreprise américaine Kustom Amplification ou Kustom Electronics est un fabricant d'Amplificateur pour guitare électrique, basse, clavier, batterie, ainsi que d'accessoires et d'équipements pour Public Address.
Kustom a été fondée par Budd Ross (1940-2018)

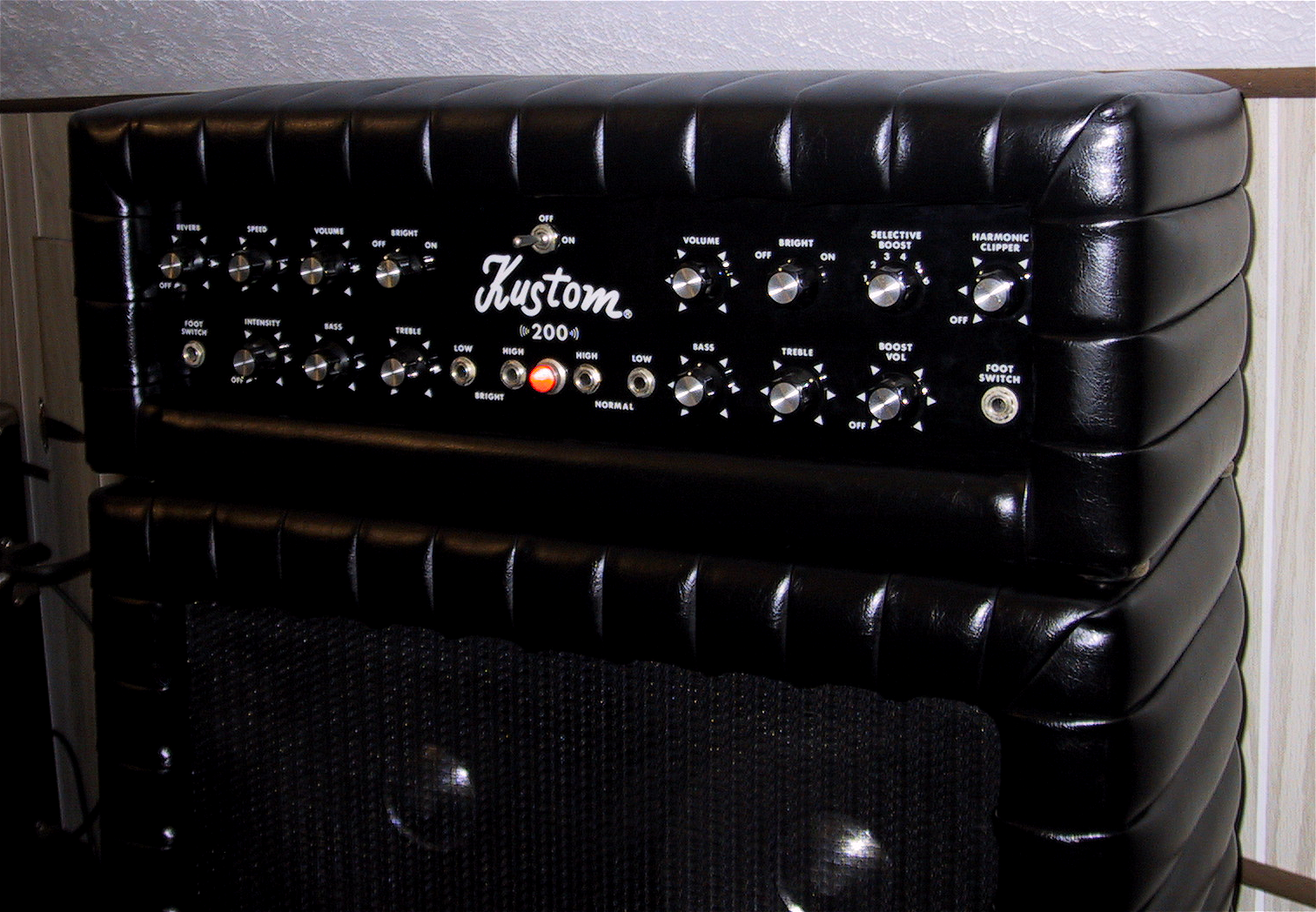
Amplificateur Kustom pour guitare
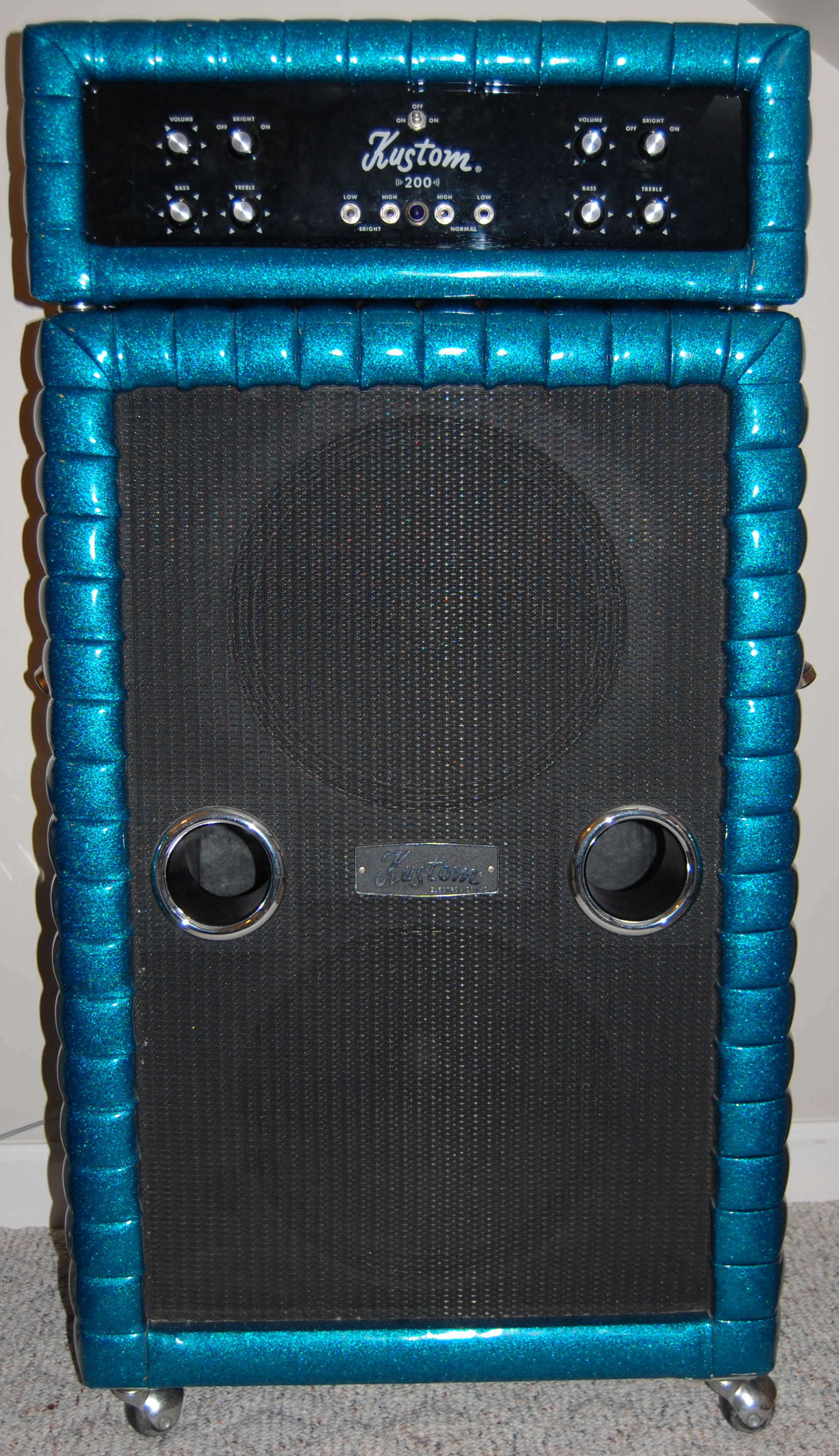
Amplificateur Kustom pour basse